# Championnats du monde de slalom (canoë-kayak) 2003
Navigation
Championnats du monde de slalom 2002 Championnats du monde de slalom 2005
Les 28e championnats du monde de slalom en canoë-kayak de 2003 se sont tenus à Augsbourg (Allemagne) du 23 au 27 juillet 2003, sous l'égide de la Fédération internationale de canoë.

## Podiums

### Femmes

#### Kayak
| Epreuve  | Or                                                            | Points | Argent                                                | Points | Bronze                                                 | Points |
| K-1      | Stepánka Hilgertová                                           |        | Jennifer Bongardt                                     |        | Rebecca Giddens                                        |        |
| K-1 team | Tchéquie Stepánka Hilgertová Vanda Semeradová Irena Pavelková |        | Allemagne Jennifer Bongardt Claudia Bär Mandy Planert |        | Royaume-Uni Helen Reeves Heather Corrie Laura Blakeman |        |

### Hommes

#### Canoë
| Epreuve        | Or                                                                    | Points | Argent                                                   | Points | Bronze                                                    | Points |
| C-1            | Michal Martikán                                                       |        | Tony Estanguet                                           |        | Stefan Pfannmöller                                        |        |
| C-1 par équipe | Slovaquie Alexander Slafkovsky Juraj Mincik Michal Martikán           |        | France Tony Estanguet Emmanuel Brugvin Patrice Estanguet |        | Tchéquie Tomás Indruch Jan Masek Stanislav Jezek          |        |
| C-2            | Allemagne Markus Becker Stefan Henze                                  |        | Tchéquie Jaroslav Volf Ondrej Stepanek                   |        | Slovaquie Pavol Hochschorner Peter Hochschorner           |        |
| C-2 par équipe | Tchéquie Volf / Stepanke Pospisil / Pollert Marek Jiras / Tomáš Máder |        | Allemagne Becker / Henze Rhrenberg / Senft Simon / Simon |        | Pologne Wojs / Mordarsky Miczek / Sukula Pochwala / Sarna |        |

#### Kayak
| Epreuve        | Or                                                     | Points | Argent                                        | Points | Bronze                                                | Points |
| K-1            | Fabien Lefèvre                                         |        | David Ford                                    |        | Helmut Oblinger                                       |        |
| K-1 par équipe | Suisse Thomas Mosimann Mathias Röthenmund Michael Kurt |        | Pays-Bas David Backhouse Floris Braat Sam Oud |        | Allemagne Thilo Schmitt Thomas Schmidt Claus Suchanek |        |

## Tableau des médailles
| Rang  | Nation      | Or | Argent | Bronze | Total |
| ----- | ----------- | -- | ------ | ------ | ----- |
| 1     | Allemagne   | 1  | 3      | 2      | 6     |
| 2     | Tchéquie    | 3  | 1      | 1      | 5     |
| 3     | Slovaquie   | 2  | 0      | 1      | 3     |
| 4     | France      | 1  | 2      | 0      | 3     |
| 5     | Suisse      | 1  | 0      | 0      | 1     |
| 6     | Canada      | 0  | 1      | 0      | 1     |
| 7     | Pays-Bas    | 0  | 1      | 0      | 1     |
| 8     | Autriche    | 0  | 0      | 1      | 1     |
| 9     | Pologne     | 0  | 0      | 1      | 1     |
| 10    | Royaume-Uni | 0  | 0      | 1      | 1     |
| 11    | États-Unis  | 0  | 0      | 1      | 1     |
| Total | Total       | 8  | 8      | 8      | 24    |